# Liferay
Liferay Portal é um projeto de portal corporativo livre e de código aberto escrito em Java e distribuído sob a GNU Lesser General Public License e licença comercial opcional. Liferay, Inc. é uma companhia estadunidense que desenvolve o Liferay Portal, um gerenciador de conteúdo profissional, e que fornece documentação livre para os usuários. O projeto Liferay também suporta Liferay Social Office, Liferay Sync, Liferay AlloyUI, Liferay enterprise Connectivity Apps e o Liferay Marketplace. Ele é usado principalmente para alimentar intranets e extranets corporativas. Liferay inclui um sistema de gerenciamento de conteúdo web embutido que permite aos usuários construir sites e portais como um conjunto de temas, páginas, portlets/widgets e uma navegação comum. Liferay, às vezes, é descrito como uma estrutura de gerenciamento de conteúdo ou de um framework de aplicações web. O apoio do Liferay para plugins se estende para várias linguagens de programação, incluindo suporte para React e Angular. Além da distribuição livre do Liferay Portal, a Liferay também desenvolve soluções pagas, personalizadas, baseadas na versão Enterprise Edition. Os principais escritórios da empresa estão em Los Angeles, Recife e Madrid.

## História
O projecto Liferay foi criado em 2000 por Bryan Cheung para fornecer uma solução de portal empresarial. Em 2006, a companhia se transformou em uma incorporação, adotando o nome Liferay, Inc., formalizando a sua filial na Alemanha, Liferay GmbH. Em 2007, inaugurou a nova sede da Ásia, em Dalian, China e a subsidiária Liferay SL na Espanha. Em março de 2009, a empresa abriu um novo escritório em Bangalore, Índia.
Ao longo deste tempo, o Liferay Portal foi reconhecido por várias organizações notáveis. Foi incluído pela Revista eContent em sua "eContent 100", lista de líderes da indústria, e em 2007, a Revista InfoWorld  dá ao produto o título de "Tecnologia do Ano". Em julho de 2007, anunciaram uma parceria com a ICEsoft Technologies  para o desenvolvimento com Ajax no Liferay Portal. Em janeiro de 2008, a empresa contratou engenheiros para dedicação exclusiva ao projeto jQuery UI, uma revolucionária Biblioteca JavaScript. A Gartner Inc reconheceu o Liferay como "Visionary", em setembro de 2008. Liferay oferece diferentes níveis de parceria em diversos países para os seus parceiros SI globais, que incluem Platinum, Gold e Silver; alguns dos fornecedores de destaque com o maior número de soluções Liferay incluem CIGNEX Datamatics (EUA), XTIVIA (EUA), CGI (Espanha), permeabilidade Technologies (Austrália) e SMC (Itália).
Sun Microsystems e Liferay assinaram um acordo de partilha de tecnologia durante maio de 2008. Sun Microsystems rebatizou o GlassFish Space Web Server. ZDNet descreve ainda a relação no artigo de maio de 2008 entre Sun e Liferay no lançamento da plataforma web-apresentação. Em 2010, a Sun foi comprada pela Oracle e o GlassFish Space Web Server não foi incluído no seu portal, com todas as perspectivas entregue para Liferay, Inc.
Liferay 6.1 foi lançado em janeiro de 2012 e viu várias melhorias e novas funcionalidades, incluindo uma biblioteca de documentos melhorada, listas de dados dinâmicos e uma loja de aplicativos.
Em abril de 2013, Liferay realizou uma parceria com TIBCO Software para oferecer uma série de Liferay Adaptadores para empresa de conectividade (CE Adaptadores) que usam TIBCO ActiveMatrix BusinessWorks com a intenção de facilitar a integração do Liferay Portal com vários sistemas.
Entre 2010 e 2016 o Liferay foi sempre classificado como "Líder" no Gartner Magic Quadrant for Horizontal Portals. Em 2018, a Gartner alterou os seus critérios e substituiu o MQ de Portais Horizontais pelo novo MQ de Plataformas de Experiêncis Digital, onde o Liferay continua a ser classificado como líder.
Em Maio de 2016, a Liferay Inc. lançou a Liferay Digital Experience Platform (sucessora do Liferay Portal EE), que põe em prática uma mudança de estratégia, procurando alargar o âmbito do produto. As versões 7.0 (CE) e DXP (EE) implementam grandes mudanças de arquitectura do portal, que agora é baseado em OSGi e pode ser utilizado como um headless CMS. Entre outras mudanças, as aplicações passaram a poder ser desenvolvidas com frameworks modernas como Angular ou React, e também está disponível um SDK e uma biblioteca de componentes para desenvolvimento de aplicações móveis nativas.
Em Outubro de 2018, o Liferay DXP Cloud foi lançado trazendo os benefícios do DXP para a nuvem. O objetivo desse produto é reduzir significativamente a necessidade de TI manter e gerenciar suas próprias infraestruturas, fazendo com que eles possam se concentrar na entrega de novos serviços para o negócio.

## Produtos
A Liferay, Inc. desenvolve soluções baseadas no Liferay Portal, que está disponível em duas edições:
1. Liferay Digital Experience Platform (antes designada Portal Enterprise Edition) - Versão comercial, paga. Considerada mais estável por estar normalmente em uma versão anterior, sujeita a controles de qualidade mais apertados
2. Liferay Portal Community Edition - Versão livre e gratuita, possui as mais modernas funcionalidades desenvolvidas, trabalha com diversas filosofias, como Ambiente de Gestão da Informação, Gestão de Portais e Intranets, Comunidades Virtuais, entre outros. O suporte a esta versão é conseguido através de diversos fóruns online e de empresas independentes, não associadas à Liferay Inc.

Outros produtos da Liferay, de parceiros oficiais ou de software houses independentes podem ser encontrados no Liferay Marketplace.

## Comunidade brasileira
Embora o Liferay Portal não tenha uma projeção grande no Brasil, se comparado a outros aplicativos, como o Wordpress e Joomla, há uma comunidade ativa, crescente, que auxilia na melhoria do produto, em traduções, criação de tutoriais, implantação e implementações. A Comunidade é aberta a novos membros, sejam eles desenvolvedores, designers, arquitetos e engenheiros de software ou profissionais de qualquer área do conhecimento, desde que o objetivo seja contribuir com a melhoria e divulgação do Liferay Portal no Brasil.

## Comunidade portuguesa
Em Portugal são conhecidos alguns grandes projectos em Liferay na Administração Pública, dos quais se destacam o ePortugal e a Segurança Social Online, ambos com centenas de milhares de utilizadores registados. No sector privado, é conhecida a utilização de Liferay por entidades bancárias, seguradoras, clínicas médicas, empresas de serviços, etc..O Liferay Portugal Users Group está em actividade no meetup.com desde Maio de 2018, existindo também um grupo no Linkedin e um canal no youtube.

## Especificações técnicas
Liferay portal suporta todos os principais servidores de aplicações Java, banco de dados e sistemas operacionais e possui mais de 700 configurações para implantação. Liferay portal oferece possibilidade de implantação em qualquer idioma e já vem com traduções para 22 idiomas, porém as traduções são definitivas e apresentam várias imprecisões. É possível, também, editar qualquer idioma e personalizar os termos e as traduções.
| Tecnologias utilizadas: | Standards: |
| --- | --- |
| - Apache ServiceMix - Angular & React JS - ehcache - Elastic Seach - Hibernate - Java J2EE/JEE - jBPM - ICEfaces - jQuery JavaScript Framework - Lucene - MuleSource ESB - PHP - Ruby - Seam - Spring & AOP - Struts & Tiles - Tapestry - Velocity - ... e muitos outros | - AJAX and JSON - CMIS - iCalendar and Microformat - JSR-286 - JSR-127 - JSR-170 - Seats on the JSR-286 (Portlet 2.0) and JSF-314 (JSF 2.0) committees - OpenSearch - SOAP & REST Web Services - SAML, LDAP, CAS - Open platform with support for Hessian, Burlap, REST, RMI, WSRP, WebDAV, etc. - ... e muitos outros |